# سفید خون
سفید خون (انگلیسی: Safed Khoon) یک نمایش‌نامه به زبان اردو است که در سال ۱۹۰۷ توسط آقا حشر کشمیری بر اساس اثر شاه لیر شکسپیر منتشر شد.